# John Evans-Freke (6e baron Carbery)
John Evans-Freke, 6e baron Carbery (11 novembre 1765 - 12 mai 1845), appelé John Evans-Freke, 2e baronnet entre 1777 et 1807, est un homme politique anglo-irlandais et un pair.

## Biographie
Il est le fils de John Freke, 1er baronnet. En 1777, il succède à son père comme baronnet. Il siège à la Chambre des communes irlandaise en tant que député de la circonscription de Donegal entre 1783 et 1790. Il représente ensuite Baltimore de 1790 à 1800. Le 4 mars 1807, il succède à son cousin germain, John Evans, comme baron Carbery, et en 1824 est élu à la Chambre des lords en tant que pair irlandais représentant.
Le 25 janvier 1783, il épouse sa cousine, Catherine Charlotte Gore, troisième fille d'Arthur Gore (2e comte d'Arran). Il est décédé sans avoir de descendance masculine survivante, et son neveu, George Evans-Freke, lui succède.